# Pakubuwono II
Pakubuwono II, parfois écrit Paku Buwono II ou Pakubuwana II, est le sunan (roi) de Mataram qui règne de 1726 à 1749. Son règne est notamment marqué par le déplacement de la capitale de Kartasura à Surakarta en 1745 et le début de la troisième guerre de Succession javanaise (1746-1757).

## Biographie
Pakubuwono II est né vers 1710. Il est le fils d'Amangkurat IV et de la Ratu Amangkurat. Il accède au pouvoir à la mort de son père le 20 avril 1726.

## Règne
Les premières années du règne de Pakubuwono II sont marquées par l'influence de sa mère, la Ratu Amangkurat, du patih (premier ministre) Danureja et de sa grand-mère, la Ratu Pakubuwono, veuve de Pakubuwono Ier.
Pakubuwono II entreprend de rembourser à la VOC (Compagnie néerlandaise des Indes orientales) les dettes contractées par son oncle Pakubuwono Ier.
Le début du règne est marqué par la lutte entre la noblesse de sang et la noblesse de robe (les priyayi) et par l'influence du patih Danureja, un priyayi qui est le véritable homme de pouvoir de cette période. La grand-mère de Paku Buwana II, la Ratu Pakubuwana, prend son petit-fils sous son aile et en fait un souverain symbole de la piété et de la moralité islamique, à hauteur de son ancêtre, le Sultan Agung. Paku Buwana II commence à se libérer de l'influence de Danurejo en 1732 et l'année suivante le fait exiler par la compagnie néerlandaise des Indes orientales (VOC).
En 1732, Pakubuwono II fait exiler Danurejo.
En 1740, le massacre des Chinois de Batavia (aujourd'hui Jakarta) déclenche une révolte qui va gagner toute l'île de Java. Les loges néerlandaises du Pasisir sur la côte nord du centre de Java sont attaquées par les Chinois. Dans un premier temps, Pakubuwono II soutient les rebelles. Il fait cependant la paix en 1742, rompant son alliance avec les rebelles chinois, ce qui lui attire la colère des insurgés sino-javanais et la prise de sa capitale Kartasura en juin 1742. Paku Buwana II fuit vers Magetan, Madiun puis Ponorogo dans l'est de Java, avec pour seule alliée la VOC (elle-même alliée à Cakraningrat IV, le prince de Madura, son ennemi) et les insurgés placent sur le trône Mas Garendi de nom de règne Sunan Kuning. Pakubuwona II ne doit la restauration de son trône qu'aux forces de la VOC et de Cakraningrat IV.
En 1745, Pakubuwono II déplace la cour de Kartasura à Surakarta.
En 1746, le prince Mangkubumi (le futur Sultan Hamengkubuwono Ier de Yogyakarta), oncle de Pakubuwono II, pour des questions de protocole et d'argent avec le gouverneur-général de la VOC Gustaaf Willem baron van Imhoff, prend les armes contre son neveu, déclenchant la troisième guerre de Succession javanaise. 
Pakubuwono II ne verra pas la fin de la guerre. À la fin de l'année 1749, il tombe malade et négocie la souveraineté de son royaume avec la VOC. Le 11 décembre 1749, il signe avec la VOC un traité par lequel il cède à cette dernière la souveraineté sur Mataram. Il meurt neuf jours plus tard. En réalité, ce traité restera lettre morte jusqu'au début du XIXe siècle, lorsque la Guerre de Java (1825-1830).

## Influence culturelle
Pakubuwono II interdit l'utilisation de l'opium,.
Afin d'asseoir son pouvoir, il réhabilite les rituels à la gloire du souverain et commence à différencier les fêtes et rites royaux de ceux du commun. Par exemple, les danses sacrées bedhaya organisées par le souverain les désormais exécutées par neuf danseuses au lieu de sept auparavant et surtout subissent un glissement du milieu initialement populaire à un milieu nobiliaire. Pakubuwono II est également le seul souverain javanais à organiser un rampokan macan (rituel sacrificiel) avec une lionne plutôt qu'un tigre.